# 스칼라그림 크벨둘프손
스칼라그림 크벨둘프손(Skalla-Grímr Kveldúlfsson→저녁늑대의 아들, 대머리 그림)은 9세기 ~ 10세기에 노르웨이에 살았던 사람이다. "스칼라그림"이란 "대머리 그림"이라는 뜻이다. 그는 크벨둘프 뱔파손과 살뵤르그 카라도티르 사이에서 태어난 아들이며, 토롤프 스칼라그림손과 에길 스칼라그림손의 아버지이다.